# Victor Dupré
Claude Victor Dupré (ur. 11 marca 1884 w Roanne – zm. 7 czerwca 1938 w Vernay) – francuski kolarz torowy, złoty medalista mistrzostw świata.

## Kariera
Największy sukces w karierze Victor Dupré osiągnął w 1909 roku, kiedy zdobył złoty medal w sprincie indywidualnym zawodowców podczas mistrzostw świata w Kopenhadze. W zawodach tych wyprzedził bezpośrednio swego rodaka Gabriela Poulaina oraz Niemca Waltera Rütta. Był to jedyny medal wywalczony przez Dupré na międzynarodowej imprezie tej rangi. Kilkakrotnie zdobywał medale torowych mistrzostw Francji, w tym jeden złoty - w 1909 roku był najlepszy w sprincie. Ponadto czterokrotnie stawał na podium Grand Prix Paryża, ale nigdy nie zwyciężył. Nigdy nie wystąpił na igrzyskach olimpijskich.